# Marché Adonis
Pour les articles homonymes, voir Adonis.
Marché Adonis est un groupe québécois de distribution de produits alimentaires d'origine libanaise, méditerranéenne et moyen-orientale. Ses épiceries proposent des produits variés. Le groupe possède en tout 17 magasins situés au Québec. Adonis est 100 % détenu par METRO inc..

## Histoire
Originaires de Damour, une ville côtière du Liban, les frères Élie et Jamil Cheaib s'installent à Montréal en 1976 en compagnie de leur ami Georges Ghrayeb.
Ils font l'acquisition en 1978, d'un petit magasin de 93 m2 (1 000 pi2) sur la rue Faillon, au coin de la rue Lajeunesse, à Montréal. 

### 1984 - 2016: Expansion
La superficie du commerce passe à 557 m2 (6 000 pi2) et celle de l'entrepôt à 929 m2 (10 000 pi2) en 1984. La superficie du magasin central sur le boulevard de l'Acadie passe à 1 115 m2 (12 000 pi2) et celle l'entrepôt à 1 858 m2 (20 000 pi2) en 1991. La même année, l'entreprise ouvre un nouveau magasin de 557 m2 (6 000 pi2) sur le boulevard des Sources, à Dollard-Des Ormeaux.
En 1998 a lieu l'ouverture du magasin de 1 672 m2 (18 000 pi2)  sur le boulevard Curé-Labelle, à Laval.
Le Grand Marché Adonis de 2 230 m2 (24 000 pi2)  est relocalisé sur la rue Sauvé, à Ahuntsic-Cartierville en 2004 et la même année est inauguré le Grand Marché Adonis de 2 694 m2 (29 000 pi2) sur le boulevard des Sources.
Le premier magasin en Ontario à Mississauga ouvre en 2013 et, en 2015, ce sont les 9e et 10e magasins qui ouvrent à Laval-Est. Le 11e ouvre en 2016 à Griffintown - Montréal.

### 2011 - 2020: Acquisition par Métro
Metro, une entreprise québécoise de distribution alimentaire et pharmaceutique, acquiert 55 % des actions de Marché Adonis et de son distributeur, Produits Phoenicia en 2011 pour la somme de 161,4 M $. Les fondateurs, Jamil et Élie Cheaib conservent les parts restantes (45 %).
Metro acquiert les 45 % restants auprès de la famille fondatrice en 2017.
Le 12e magasin à Gatineau sur le boulevard Maloney (Outaouais) ouvre en 2018 et en 2020 ouvre le Marché de Québec, causant un engouement dans la Capitale-Nationale.